# أندرو أبل
أندرو أبل (بالإنجليزية: Andrew Appel) هو عالم حاسوب ومهندس أمريكي، ولد في 1960.